# Віндавський канал
Віндавський канал (лит. Ventos–Dubysos kanalas) — покинутий канал в Литві, що з'єднує річку Дубіса поблизу містечка Базіліонай, Шяуляйський район та річку Вента поблизу Толучай-Шаукену, Кельмеський район. 
Канал був спроєктований і побудований на початку 19 століття як частина канальної системи для з'єднання річки Вісли в Королівстві Польському з Балтійським морським портом Вентспілс. Перша секція (Августовський канал) була завершена, але робота над Віндавським каналом була припинена через заворушення, спричинені Листопадовим повстанням 1830 року проти влади Росії. 
Канал має довжину в 15 кілометрів та спроєктований так, щоб там могло бути 20 шлюзів.

## Історія

### Про'ктування та будівництво (1821–1831)
В 1821 році Пруссія ввела репресивно високі митні збори за транзит польських та литовських товарів через свою територію, практично перекривши доступ до моря польським торговцям, що діяли за межами прусської території. Ідея польського міністра економіки Францішека Ксавері Друцького-Любецького полягала в тому, щоб зробити новий торговий шлях незалежним від прусських морських портів Данциг (Гданськ) на річці Вісла та Мемель (Клайпеда) на річці Німан, а також пов'язати Королівство Польське з балтійським портом Вентспілс (пол. Windawa).
Канал був спроєктований і побудований двома секціями, перша секція - Августовський канал, розташований у тодішньому Августовському воєводстві Королівства Польського, забезпечував прямий зв’язок між річкою Вісла, річкою Бєбжа (приток річки Нарва), річкою Німан, через її притоку - річку Чорна Ганча. Останньою секцією водного шляху став Віндавський канал, який повинен був з'єднати річку Німан, через її притоку - річку Дубіса, з річкою Вента розташованою в Ковенській губернії Російської імперії. 
В 1822 році герцог Олександр Вюртемберзький став головою Департаменту комунікацій і розпочав декілька проєктів річкових каналів на заході Російської імперії.
Станіслав Кербедз, відомий мостовий інженер, збудував міст через канал в 1830 році.

### Припинення будівництва та занепад (1831–1920)
Робота над спорудженням каналу перервалась через заворушення, спричинені повстанням 1831 року проти Росії та проти торгівельних угода з Пруссією.

### Відновлення будівництва та покинення (1920–теперішній час)
Робота відновилася лише на початку XX століття, але знову була перервана Першою світовою війною. Після війни канал не став непотрібним, оскільки Литва отримала контроль над Клайпедським краєм та нижнім басейном річки Німан. 